# درخت اژدها

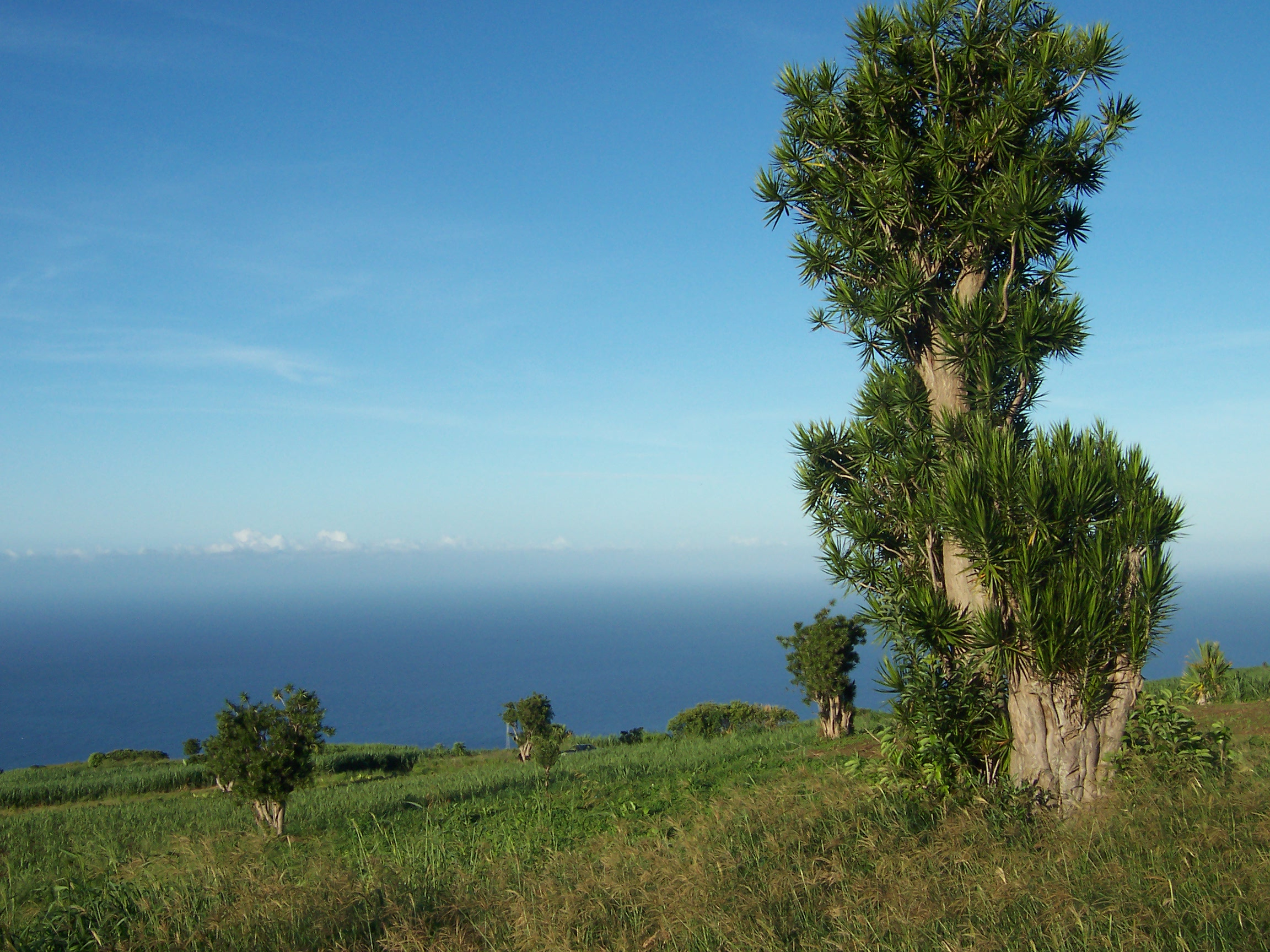
دراسینا مارگیناتا

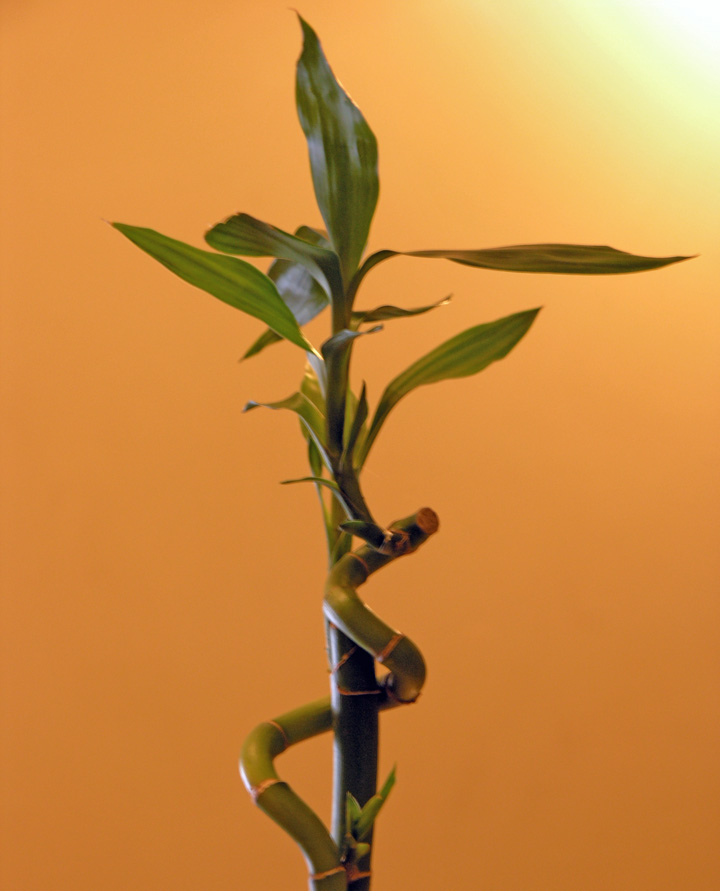
بامبوی خوش قدم

درخت اژدها (نام علمی: Dracaena)؛ ‎/drəˈsiːnə/‎ یک سرده از تیره مارچوبگان، زیرتیره  کوله‌خاسیان است که شامل بیش از ۴۰ گونه (زیست‌شناسی) از درخت و درختچه گوشتی می‌شود که بیشترشان بومی آفریقا بوده‌اند.
برخی از گونه‌های کوچک دراسناها مانند دراسینا درمنسیس, Dracaena surculosa, دراسینا مارگیناتا, و بامبوی خوش قدم گیاه آپارتمانی استفاده می‌شوند. برخی از آنها برای جانوران خانگی سمی هستند.
نام دراسینا برگرفته از واژه یونانی δράκαινα – (drakaina) به معنای اژدهای ماده است.
این درخت هم اکنون در معرض خطر انقراض قرار دارد و تعداد بسیار کمی از آنها باقی مانده است.

## گونه‌ها
- بامبوی نواری Dracaena sanderiana
- خون سیاوشان Dracaena cinnabari
- درخت اژدهای باریک‌برگ Dracaena mannii
- درخت اژدهای پهن‌برگ Dracaena aletriformis
- درخت اژدهای جزایر قناری Dracaena draco
- درخت اژدهای کاویساک Dracaena kaweesakii
- درخت ساقه‌ذرتی Dracaena fragrans
- درخت گلبانگ هند Dracaena reflexa

### قبلا در این گروه بودند
- Asparagus asparagoides (L.) Druce (به عنوان D. medeoloides L.f.)
- کوردیلین استرالیس (G.Forst.) Endl. (به عنوان D. australis G.Forst.)
- کوردیلین ترمینالیس (L.) A.Chev. (به عنوان D. terminalis Lam.)
- Cordyline indivisa (G.Forst.) Steud. (به عنوان D. indivisa G.Forst.)
- Cordyline obtecta (Graham) Baker (به عنوان D. obtecta Graham)
- Cordyline stricta (Sims) Endl. (به عنوان D. stricta Sims)
- Dianella ensifolia (L.) DC. (به عنوان D. ensifolia L.)
- Liriope graminifolia (L.) Baker (به عنوان D. graminifolia L.)
- Lomandra filiformis (Thunb.) Britten (به عنوان D. filiformis Thunb.)